# Neopren
 For alternative betydninger, se Gummi. (Se også artikler, som begynder med Gummi)
Neopren eller polychloropren er betegnelsen for et materiale af syntetisk gummi, der er fyldt med luftbobler. Materialet er fleksibelt og har på grund af luftboblerne en god isoleringsevne. Det benyttes til en lang række formål, blandt andet våddragter og waders. Neopren fremstilles ved polymerisering af chloropren.
Neopren er opfundet af den internationale virksomhed DuPont og er egentlig et varemærke fra DuPont.